# Isabel Nicholas
Isabel Nicholas (10 de julio de 1912 - 27 de enero de 1992), también conocida en como Isabel Delmer, Isabel Lambert, o Isabel Rawsthorne, fue una pintora, diseñadora de escenografía y vestuario, y modelo ocasional de artistas británica. Durante la Segunda Guerra Mundial trabajó en propaganda negra como parte de la dirección de operaciones especiales de la Inteligencia Británica. Formaba parte de una sociedad bohemia artística que incluía a Jacob Epstein, Alberto Giacometti y Francis Bacon.

## Trayectoria
Isabel Nicholas era hija de un capitán marinero, nació en el East End de Londres, y se crio en Liverpool y Wirral. Estudió en el Liverpool College of Art, obtuvo una beca para la Royal Academy de Londres, y pasó dos años en el estudio del escultor Jacob Epstein.
Los dos años que Rawsthorne pasó con Epstein y su mutuo entusiasmo por Rodin desarrollaron sus ideas sobre el vitalismo y el movimiento, pero ella nunca llegó a formar parte del neorromanticismo británico. Se trasladó a París, donde continuó sus estudios sobre el desnudo en la liberal Académie de la Grande Chaumière. Se asoció con Giacometti, Tristan Tzara y el círculo surrealista, pero estaba comprometida con una forma figurativa de arte moderno que llamó "Quintessentialismo". Mantuvo vínculos con un círculo alternativo de artistas representativos, entre los que cabe mencionar Francis Gruber y Peter Rose Pulham, así como Balthus y Derain. Su perspectiva era antiidealista, intelectual y, como Giacometti, veía la pintura desde el mundo real como un desafío que nunca podría afrontar plenamente.

## Carrera
La obra de Isabel Nicholas estuvo dominada por el cuerpo, principalmente pinturas de figuras y animales. Su padre suministraba criaturas exóticas a los zoológicos británicos y, cuando era niña, ella comenzó a dibujar éstas y otras especies de vida silvestre. Más tarde se interesó por la historia natural y por nuevas ideas en antropología, ecología y etología, como las de sus amigos Michel Leiris y Georges Bataille. Estas figuras inspiran las figuras esqueléticas de aves, peces y murciélagos de su muestra en la Galería Hanover de 1949, la serie de simios inquietantes y sus últimos cuadros de gran tamaño sobre Migración.
Nicholas estuvo en el corazón de la vanguardia parisina y se relacionó con Alberto Giacometti. Compartían muchos entusiasmos intelectuales y un compromiso con una forma moderna de pintura representativa. Su característica mirada asombrada y su postura desafiante se pueden ver en el nuevo tipo de figura descolorida que Giacometti desarrolló durante la década siguiente.
Durante la campaña de Italia, editó la revista Il Mondo Libero.
Durante la década de 1940, Nicholas adaptó imágenes animales, arcaicas y prehistóricas en nacimientos, sexualidad y muerte. No compartía el interés por las propiedades formales del arte oceánico o arcaico. En cambio, investigó la misteriosa «presencia» que alcanzaban las figuras antiguas, especialmente la escultura egipcia. También estudió esta cualidad en las pinturas del Renacimiento temprano y en la evidencia del cuerpo mismo, radiografías, esqueletos, figuras y animales que encontró en el campo o dibujó en el zoológico de Londres.
A partir de 1949, ella y Bacon exhibieron su estilo figurativo de arte moderno en la Galería Hanover, y ella expuso en muestras colectivas organizadas por el Institute of Contemporary Arts y el British Council. Comenzó su carrera como diseñadora para el Royal Ballet y la ópera en Covent Garden y Sadler's Wells.
En las décadas de 1950 y 1960, sus exploraciones de los orígenes conflictivos del arte y la vida se adaptaron en diseños para el ballet y la ópera, como un Tiresias minoico creado para el ballet. En 1951 se estrenó en Covent Garden una ópera del mismo nombre, que incluía la última obra de su marido Constant Lambert. Continuó sus estudios del cuerpo, esta vez en movimiento, en las salas de práctica del Royal Ballet. Durante los siguientes veinte años, pintó imágenes de Fonteyn, Rudolph Nureyev, Antoinette Sibley y otros bailarines que desarrollaron un nuevo y vivaz lenguaje de movimiento.
A partir de la década de 1950, desarrolló una serie de pinturas basadas en la campiña de Essex. Más existencialistas que pastorales, respondían a publicaciones ambientalistas como Primavera silenciosa de Rachel Carson.
En 1961, trabajó la figura y el paisaje en Nigeria, poco después de su independencia, en la Escuela de Arte de Zaria con el artista Clifford Frith (nieto de William Powell Frith).
Nicholas exploró las ambigüedades de la apariencia a través del tema del doble: por ejemplo, los reflejos, como los que se ven en los espejos de la sala de práctica. A finales de los años 1960 y 1970, las muertes de Giacometti y su tercer marido, Alan Rawsthorne, la impulsaron a refinar estas ideas en una serie de retratos dobles etéreos que yuxtaponían imágenes de personas vivas, muertas y esculpidas. Estas obras retornaron a los efectos de relieve de principios de la década de 1950 intercambiando ideas con Bacon y el escultor Roy Noakes. Algunas de estas nuevas obras y una selección de sus innovadores bailarines fueron presentadas al público en la Galería Marlborough en 1968.
La última de su serie de pinturas basadas en la campiña de Essex, Migraciones, incorpora motivos de aves y animales en entornos atemporales. Los extraordinarios efectos de pincelada y relieve desarrollados a lo largo de una vida de dibujo en estrecha colaboración con escultores se combinaron con una nueva potencia de color y una escala épica. Las franjas de color amarillo evocan los desiertos de la prehistoria y la poshistoria, así como el problema inmediato de los campos de colza que aparecieron en la década de 1970.
Más tarde en su vida, las biografías ampliamente leídas de Giacometti y Bacon le dieron a Nicholas fama como modelo y musa, pero desafortunadamente tuvieron el efecto de ensombrecer su profesión principal. En la década de 1980, era más conocida como la otrora hermosa sirena, o la bon vivant con la que Bacon salía de fiesta y a quien pintaba como 'Isabel Rawsthorne'. Sin embargo, desde su muerte se han producido importantes investigaciones, varias pinturas han entrado en colecciones públicas. y se han exhibido retrospectivas. Se cree que la última obra de Rawsthorne fue Sparrowhawk, que fue encontrada en su caballete después de su muerte.

## Vida personal
Tuvo un hijo con Epstein, Jackie (nacido en 1934), y asumió brevemente el nombre de "Margaret Epstein" (el nombre de la esposa de Epstein) para registrar el nacimiento de Jackie.: 53  : 53 
La primera exposición de Nicholas fue un éxito de ventas y, en septiembre de 1934, ya vivía en París. Trabajó con André Derain y vivió y viajó durante un tiempo con Balthus y su esposa. Fue pintada varias veces por Derain y Pablo Picasso. En 1936, se casó con su primer marido, el corresponsal extranjero del Daily Express, Sefton Delmer.: 63  : 63 
El comienzo de la Segunda Guerra Mundial obligó a Nicholas a abandonar París. Renunció a al menos un billete de salida y no huyó hasta el día en que llegaron los alemanes, el 14 de junio de 1940.
Permaneció con Delmer durante la primera parte de la guerra, pero luego se divorciaron en 1947.: 194  : 194  Mantuvo vínculos indirectos con Francia trabajando en inteligencia y propaganda negra para el Ejecutivo de Guerra Política.
Alrededor de 1943 conoció a Francis Bacon en el ambiente artístico de la BBC, aunque probablemente no se volvieron íntimos hasta unos años después. Los amigos más cercanos de Nicholas durante la guerra parecen haber sido John Rayner (tipógrafo, periodista y soldado (Dirección de Operaciones Especiales), la fotógrafa Joan Leigh Fermor (entonces Rayner), la modelo de Schiaparelli Anna Phillips y la compositora Elizabeth Lutyens, pero su vida social abarcó a muchos otros, incluidos los poetas Louis MacNeice y Dylan Thomas (compartió alojamiento con Thomas), Ian Fleming y viejos amigos de París, Peter Rose Pulham, Peter Watson (editor de la revista Horizon) y el espía Donald Maclean.
De vuelta a París en 1945, Nicholas se reunió con Giacometti y vivió con él durante un corto tiempo, pero nunca se casaron. Continuó involucrada en la evolución del estilo figurativo asociado con el existencialismo. Se relacionó con Simone de Beauvoir, Jean-Paul Sartre, Jean Wahl y otros intelectuales, y durante un tiempo vivió a pocas puertas de la sede de la revista Les Temps Modernes. También entretuvo al filósofo AJ Ayer en París, estuvo con Eduardo Paolozzi y Bacon y mantuvo relaciones con Georges Bataille y el compositor René Leibowitz. En el invierno de 1946/47 se retiró a un modesto alojamiento en el Indre para trabajar sola. El compositor Constant Lambert la visitó en 1947 y se casaron más tarde ese año.: 202  : 202 
Después de su segundo matrimonio, se trasladó a Londres. Sus colaboradores en el mundo del arte, entre ellos Bacon y Lucian Freud, crearon una potente mezcla con un conjunto musical más deslumbrante, que incluía a los Sitwells, Lutyens, Frederick Ashton, Margot Fonteyn y Alan Rawsthorne.
Lambert murió en 1951,: 286  y Nicholas regresó a París para pintar. Continuó viendo a Giacometti, pero finalmente se casó con Alan Rawsthorne en 1951.: 297  : 297 Se mudaron a una cabaña con techo de paja en la zona rural de Essex con un estudio construido especialmente para ese fin, cerca de amigos como el político Tom Driberg, el poeta Randall Swingler, los artistas Michael Ayrton y Biddy y Roy Noakes; Bacon tenía una casa no muy lejos. Seis de los retratos de Nicholas realizados por Bacon se exhibieron en su muestra de 1967, incluido El Retrato de Isabel Rawsthorne. En total, entre 1964 y 1970 pintó 14 imágenes de ella, incluidos cinco trípticos. Giacometti murió en 1966, Alan Rawsthorne en 1971 e Isabel Nicholas en 1992; Bacon la sobrevivió unos meses. : 286, 338  : 286, 338  Aparte de visitas a Londres y París, África, Grecia y Australia, y un breve período en Cambridge (1972-3), vivió en la casa de campo durante cuarenta años, la mitad de su vida. Crio gansos, un guiño a su interés por Konrad Lorenz, y se involucró en el emergente movimiento ambientalista. Ella y su último marido están enterrados en el cementerio de Thaxted.